# Steven Rogers
Steven Rogers é um roteirista norte-americano, conhecdo por escrever o filme I, Tonya (2019).ref>Honeycutt, Kirk (17 de dezembro de 2007). «"P.S. I Love You" an awkward footnote». The Hollywood Reporter. Reuters. Consultado em 28 de fevereiro de 2010</ref>